# Prix des nouveaux réalisateurs de la Directors Guild of Japan
Le prix des nouveaux réalisateurs de la guilde des réalisateurs du Japon (日本映画監督協会新人賞, Nihon Eiga Kantoku Kyōkai Shinjinshō) est décerné tous les ans par la guilde des réalisateurs du Japon à un nouveau réalisateur d'un film sorti dans l'année et considéré comme « approprié » au prix,. Le lauréat est désigné par un comité formé de membres de la GRJ. Tous les formats - longs-métrages, documentaires, télévision, vidéo, etc. - sont admissibles au prix. Certaines années, lorsqu'aucun film ne s'impose de façon évidente, la guilde décerne uniquement une « citation » (shōreishō (奨励賞, litt. « prix d'encouragement »)) ou n'attribue aucune récompense. De nombreux prix ont été attribués d'autres années. Avec la longue histoire de la guilde, beaucoup de grands réalisateurs du Japon d'après-guerre ont reçu le prix, dont Nagisa Ōshima, Susumu Hani, Yoshimitsu Morita, Masayuki Suo, Takeshi Kitano et Shunji Iwai.

## Lauréats
Liste des lauréats du prix des nouveaux réalisateurs de la guilde des réalisateurs du Japon.
| Année | lauréat           | Film                                                     | Notes                    |
| ----- | ----------------- | -------------------------------------------------------- | ------------------------ |
| 1960  | Nagisa Ōshima     | Contes cruels de la jeunesse                             |                          |
| 1961  | Susumu Hani       | Les Mauvais Garçons                                      |                          |
| 1962  | Kirio Urayama     | La Ville des coupoles                                    |                          |
| 1963  |                   |                                                          | Non attribué             |
| 1964  |                   |                                                          | Non attribué             |
| 1965  | Kei Kumai         | Nihon Rettō                                              |                          |
| 1966  | Sadao Nakajima    | Yakuza (893) Gurentai                                    |                          |
| 1967  | Toshiya Fujita    | Hikō shōnen: Hinode no sakebi                            |                          |
| 1968  |                   |                                                          | Non attribué             |
| 1969  | Masanobu Deme     | Oretachi no kōya                                         | Citation                 |
| 1970  | Shinsuke Ogawa    | Summer in Narita                                         |                          |
| 1971  | Yōichi Higashi    | Yasashii Nipponjin                                       |                          |
| 1972  | Shun’ya Itō       | La Femme scorpion                                        | Citation                 |
| 1973  | Noboru Tanaka     | Maruhi: Joro seme jigoku                                 | Citation                 |
| 1974  |                   |                                                          | Non attribué             |
| 1975  |                   |                                                          | Non attribué             |
| 1976  | Seijirō Kōyama    | Futatsu no hāmonika                                      | Citation                 |
| 1977  | Hōjin Hashiura    | Hoshizora no marionetto                                  |                          |
| 1978  |                   |                                                          | Non attribué             |
| 1979  | Claude Gagnon     | Keiko                                                    |                          |
| 1980  | Kōhei Oguri       | La Rivière de boue                                       | Citation                 |
| 1981  | Kazuyuki Izutsu   | L'Empire des punks                                       | Citation                 |
| 1982  |                   |                                                          | Non attribué             |
| 1983  | Yoshimitsu Morita | Kazoku gēmu                                              |                          |
| 1984  |                   |                                                          | Non attribué             |
| 1985  | Shin'ichirō Sawai | Early Spring Story                                       |                          |
| 1986  | Kazuo Hara        | The Emperor's Naked Army Marches On                      |                          |
| 1987  | Masashi Yamamoto  | Robinson's Garden                                        |                          |
| 1988  | Uson Kim          | Yun's Town                                               |                          |
| 1989  | Junji Sakamoto    | Dotsuitarunen                                            | Deux lauréats            |
| 1989  | Gō Takamine       | Untamagiru                                               | Deux lauréats            |
| 1990  | Takeshi Kitano    | Jugatsu                                                  | Deux lauréats ; Citation |
| 1990  | Fumiki Watanabe   | Shimaguni konjō                                          | Deux lauréats ; Citation |
| 1991  | Masayuki Suo      | Sumo Do, Sumo Don't                                      |                          |
| 1992  | Hideyuki Hirayama | The Games Teachers Play                                  | Plusieurs vainqueurs     |
| 1992  | Tsutomu Makiya    | Pineapple Tours                                          | Plusieurs vainqueurs     |
| 1992  | Yūji Nakae        | Pineapple Tours                                          | Plusieurs vainqueurs     |
| 1992  | Hayashi Tōma      | Pineapple Tours                                          | Plusieurs vainqueurs     |
| 1993  | Shunji Iwai       | Fireworks, Should We See It from the Side or the Bottom? | Deux lauréats            |
| 1993  | Yasunori Terada   | My Wife Is Filipina                                      | Deux lauréats            |
| 1994  | Tomoyuki Furumaya | This Window Is Yours                                     |                          |
| 1995  | Gō Rijū           | Berlin                                                   |                          |
| 1996  | Isshin Inudō      | Two People Talking                                       |                          |
| 1997  | Masato Hara       | Twentieth Century Nostalgia                              |                          |
| 1998  | Toshiaki Toyoda   | Pornostar                                                |                          |
| 1999  | Akihiko Shiota    | Moonlight Whispers Don't Look Back                       |                          |
| 2000  | Akira Ogata       | Boy's Choir                                              |                          |
| 2001  | Masato Ishioka    | Scoutman ou Pain                                         |                          |
| 2002  | Sujin Kim         | Through the Night                                        |                          |
| 2003  | Kiyoshi Sasabe    | Chirusoku no natsu                                       |                          |
| 2004  | Nami Iguchi       | Dogs & Cats                                              |                          |
| 2005  | Izumi Takahashi   | The Soup, One Morning                                    |                          |
| 2006  | Shōtarō Kobayashi | Kazoku no hiketsu                                        |                          |
| 2007  | Satoko Yokohama   | German + Rain                                            |                          |
| 2008  | Yuki Tanada       | One Million Yen Girl                                     |                          |
| 2009  | Yū Irie           | 8000 Miles                                               | ,.                       |
| 2010  | Tatsushi Ōmori    | Kenta to Jun to Kayo-chan no kuni                        | .                        |
| 2011  | Mami Sunada       | Death of a Japanese Salesman                             | [ 7 ]                    |